# Лиепна
Ли́епна (латыш. Liepna) — населённый пункт на севере Латвии, административный центр Лиепнинской волости Алуксненского края. До 1 июля 2009 года входил в состав Алуксненского района.
Через село проходят региональные автодороги P41 Алуксне — Лиепна и P42 Виляка — Зайцева — граница России (Педедзе). Расстояние до города Алуксне 34 км, до Риги — 233 км.
Нынешнее поселение появилось в 1840 году на месте поместья Липно. В 1926 году Лиепна получила статус села. В советское время в селе располагался совхоз «Лиепна».
В Лиепне имеются: здание волостной администрации, средняя школа, школа-интернат, общественный центр, библиотека, станция скорой помощи, три церкви (католическая, лютеранская и православная).